# Дунайская Сечь
«Дунайская Сечь» (укр. «Дунайська Січ») — международный рок-фестиваль в городе Измаил (Украина), который проводится ежегодно в июне, начиная с 2014 года. Девиз фестиваля — «Всколыхни начало лета».

## О фестивале
Фестиваль «Дунайская Сечь» представляет собой ряд культурно-просветительских инициатив, реализуемых в течение года по всей Украине, которые завершаются большим фестивалем в Измаиле. Участники фестиваля исполняют песни на украинском языке. В выступлении иностранных коллективов присутствует хотя бы одна украиноязычная музыкальная композиция. Особое внимание к песням о Дунае, на берегу которого проходит фестиваль (наиболее исполняемая — украинская народная песня «Ой у гаю при Дунаю»).
Предпосылками к появлению фестиваля в 2014 году стала аннексия Крыма и восточных регионов Украины, пребывание Одесской области в зоне риска с угрозой создания Бессарабской Народной Республики. Фестиваль начал свое существование на волонтерских основаниях силами Общественного союза «Творческое патриотическое объединение „Музыкальный Батальон“». Первый фестиваль в 2014 году был однодневным — концерт пяти коллективов прошёл на сцене Измаильского дворца культуры им. Т. Г. Шевченко.
С 2017 года фестиваль перешёл на международный уровень. Презентация и пре-пати IV рок-фестиваля прошли в Киеве с участием звёзд украинского рока и хедлайнеров «Дунайской Сечи». На измаильской сцене фестиваля выступили 15 украинских рок-групп, исполнители из Литвы и Белоруссии (группы «Карна», «Тінь Сонця», «Гайдамаки», «TaRuta», «Очеретяний кіт», «Врода». Специальным выступлением фестиваля стал харьковский певц и волонтёр Борис Севастьянов под аккомпанемент рок-группы «П@П@ Карло»). Фестиваль 2017 года впервые прошёл в трёхдневном формате — два дня — концертны в Измаиле, третий — выступления с концертами в военных гарнизонах ВСУ и украинских пограничников в Болграде, Рени, Измаиле и Килии.
«Дунайская Сечь» 2018 — это уже 16 украинских коллективов и исполнители из Эстонии.

### «Дунайская Сечь» 2019
Пре-пати VI Международного фестиваля «Дунайская Сечь» состоялось 24 июня в Киеве на Андреевском спуске (культурно-художественный сквер им. Василия Слипака). В рамках презентации была представлена обновленная команда в лице президента фестиваля Виктора Куртева, генерального продюсера Александра Ягольника. Партнеры фестиваля — общественная организация «Центр развития Бессарабии» при поддержке Одесской областной государственной администрации, Министерства Украины по делам семьи, молодёжи и спорта и Измаильского городского совета. Так же состоялось первое исполнение гимна фестиваля (авторы — группа «TaRuta» и Александр Ягольник).
Фестиваль прошёл под знаком энергонезависимости. События фестиваля проходили на двух сценах. Место установки основной сцены, выполненной в виде корабельных парусов — площадь перед Памятником морякам Дунайской военной флотилии, на территории парка Дружбы народов, где заканчивается проспект Суворова. Ведущий главной площадки — Виталий Кириченко (лидер группы «Нумер 482»). Также работала лаунж-сцена на набережной.
Первый день фестиваля — Sympho Rock — совместные выступления полного состава Национального академического оркестра народных инструментов Украины (НАОНИ) с рок-группами «Тінь Сонця», «TaRuta» и «Друже Музико». Оркестровщики НАОНИ выбрали себе по одной из групп для подготовки инструментальных партитур.
На основной сцене второго дня фестиваля выступили участники из Болгарии (группа «Эпизод»), из Белоруссии — фолк-метал группа «Znich» и украинский коллектив «Toloka».
Хедлайнер фестиваля — группа «The Hardkiss» с солисткой Юлией Саниной. Организация выступления была выполнена максимально дистанцированно от зрителей и средств массовой информации — ни одной пресс-конференции, зачищенное пространство возле сцены перед выходом исполнителей и удалением видеозаписи выступления, которое было сделано для телеверсии фестиваля.
В общем итоге, на «Дунайской Сечи 2019» выступило 20 рок-групп и один Национальный оркестр. Своё 55-летие отпраздновал композитор, аранжировщик, продюсер Сергей Доценко («Доцик»). Проведены звёздные пресс-клубы с Александром Ягольником в помещении Измаильской картинной галереи, где разместился пресс-центр фестиваля. Состоялись две премьеры песен об Измаиле — «Измаил» (сл. Александра Ягольника, музыка гр. «TaRuta») — исполнили киевская группа «TaRuta» (Евгений Романенко) и молодая измаильская певица Олеся Кичук, студентка первого курса Киевской муниципальной академии музыки им. Р. Глиэра. Киевская группа «MORE NEBA» во время фестиваля представила своего нового фронтмена. Группа «Fata Morgana UA» специально для фестиваля написал песню «Девушка с Нагасаки», посвятив её морякам Измаила. По городу прошло фестивальное шествие со 100-метровым флагом Украины, состоялась выставка «Вышиванка — одежда свободных» Леси Воронюк, персональная выставка народной художницы Леси Тищенко «Журавлина Україна», мастер-классы по народным танцам, фестивальный велопробег по центральным улицам Измаила, ярмарка мастеров, выставка современного оружия от Измаильского пограничного отряда, встреча с создателями украинского исторического фэнтези-фильма «Чёрный казак» (реж. Владислав Чабанюк), квесты для детей-участников всеукраинской подготовки «Джура-пограничник», презентация проекта «АРТерия» Дмитрия Лазуткина и Бориса Севастьянова.
С 2019 года фестиваль начинает говорить об энергонезависимости. От автономных заряядних станций, работавших на площади перед главной сценой на шестом фестивале, в планы по обеспечению всего фестиваля питанием за счёт возобновляемой энергии. Гости и СМИ фестиваля посетили электростанцию «Порт-Солар» — солнечную электростанцию, проектировщиком и генподрядчиком которой является ГК «Метрополия».

## Участники фестиваля
За годы существования фестиваля на нём выступили такие группы (по алфавиту):
- «Fata Morgana UA» (2017, 2018, 2019)
- «Gironimo» (2015, 2016, 2017, 2018)
- «Mnishek» (2018)
- «MORE NEBA» (2019)
- «OLEUM» (2016, 2018, 2019)
- «Skyle» (Вильнюс) (2017)
- «StereoЛом» (2018)
- «Svjata Vatra» (2018)
- «TaRuta» (2016, 2017, 2018, 2019)
- «Toloka» (2019)
- «The Hardkiss» (Юлия Санина) (2019)
- «The Superbullz» (2018)
- «Vuraj» (Минск) (2017)
- «W.H.I.T.E.» (2016)
- «Yagich» (2017, 2018)
- «Znich» (Белоруссия) (2019)
- «АРТерия» (2019)
- «Брати Станіслава» (2017)
- «Врода» (2017)
- «Гагаріна і Со» (2017)
- «Гайдамаки» (2014, 2015, 2016, 2017, 2018)
- «Гітарина і Со» (2016)
- «Друже Музико» (2015, 2016, 2017, 2018, 2019)
- «Найденные вещи» (2015, 2016, 2018)
- «Карна» (2017)
- «Кути Косиця» (2014)
- Национальный академический оркестр народных инструментов Украины (НАОНИ) (2019)
- «Очеретяний кіт» (2014, 2015, 2016, 2017, 2018)
- «П@П@ Карло» и Борис Севастьянов (2017)
- «Сармати» (2018, 2019)
- «Солодке щастя» (Сергій Доценко) (2019)
- «Соняшна машина» (2016)
- «СПЕКА» (2019)
- «Телері» (2016, 2018)
- «Тінь Сонця» (2014, 2015, 2016, 2017, 2018, 2019)
- «Тобі» (2018)
- «Фіолет» (2017)
- «Чумацький шлях» (2018)
- «Эпизод» (Болгария) (2019)
- «Яри» (2019)
- Файфура Сергей (2014, 2015, 2016, 2017, 2018)